# Philipp Stamma
Philipp Stamma, llamado "el sirio" (Alepo, hacia 1705-1755), fue un jugador de ajedrez y autor de estudios sobre el tema.
Stamma llegó a Inglaterra como traductor de árabe. Campeón oficioso del "noble juego", se hizo conocer en Londres en el Slaughter's Coffee House en St. Martin's Lane, el equivalente inglés del Café de la Régence de París.
Su renombre se debió en gran parte a su publicación (en francés) "El noble juego del ajedrez" (1737), traducida al inglés en 1745 y al alemán (Estrasburgo, 1754). Esta obra, primera en utilizar la notación algebraica, popularizó en Europa el arte del final, muy valorado desde hacía siglos en el Medio Oriente.
Fue considerado como uno de los mejores jugadores del mundo hasta su derrota a manos de François-André Danican Philidor en 1747.